# 신펑향

신펑 향의 위치

신펑향(한국어: 신풍향, 중국어: 新豐鄉, 병음: Xīnfēng Xiāng)은 중화민국 신주 현의 향이다. 넓이는 46.3496km2이고, 인구는 2015년 8월 기준으로 56,098명이다.

## 지리
신펑 향은 신주 현의 최북단에 위치하고 동쪽은 후커우 향, 서쪽은 타이완 해협, 남쪽은 펑비웨이 산(鳳鼻尾山) 구릉과 주베이 시에, 북쪽은 다선컹시(大深坑溪)와 타오위안시 신우 구에 접하고 있다.

## 역사
신펑의 옛 이름은 홍모항(紅毛港)이며 《신죽현지》에 기재되어 있다. 전승에서는 명대의 1646년, 네덜란드선이 난파해 상륙한 장소이기 때문에 '홍모항'이라고 명명되었다고 한다. 1725년, 광동성 육풍현의 서립붕은 죽참포의 서북쪽 약 20리에 위치하는 홍모항 신장자의 개척을 시작해 많은 객가인이 죽참으로 이주 하게 되었다. 또 복건계 주민은 금문을 경유해 이곳으로 이주한 정씨의 가족이 그 시작이다.

## 교육
- 밍신 과기대학

## 교통
- 타이완 철로관리국 종관선